# 우겐 아카데미 FC
우겐 아카데미 FC(Ugyen Academy F.C.)는 푸나카를 연고로 하는 부탄의 축구 클럽이다. 현재는 부탄 프리미어리그에 참가하고 있다.

## 역대 감독
| 감독        | 임기        |
| ----------- | ----------- |
| 킨리 도르지 | 2014 ~ 2018 |